# Û́
Û́ (minuscule : û́), appelé U accent circonflexe accent aigu, est une lettre latine utilisée dans l’écriture du kayah ou dans des anciennes transcriptions du sanskrit.
Il s’agit de la lettre U diacritée d’un accent circonflexe et d’un accent aigu.

## Utilisation
Le ‹ Û́, û́ › a été utilisé dans certaines transcriptions du sanskrit, notamment dans les travaux de Friedrich Max Müller.

## Représentations informatiques
Le U accent circonflexe accent aigu peut être représenté avec les caractères Unicode suivants : 
- précomposé et normalisé NFC (supplément latin A, diacritiques) :

| formes    | représentations | chaînes de caractères | points de code | descriptions                                                         |
| --------- | --------------- | --------------------- | -------------- | -------------------------------------------------------------------- |
| capitale  | Û́               | Û◌́                    | U+00DB U+0301  | lettre majuscule latine u accent circonflexe diacritique accent aigu |
| minuscule | û́               | û◌́                    | U+00FB U+0301  | lettre minuscule latine u accent circonflexe diacritique accent aigu |

- décomposé et normalisé NFD (latin de base, diacritiques) :

| formes    | représentations | chaînes de caractères | points de code       | descriptions                                                                     |
| --------- | --------------- | --------------------- | -------------------- | -------------------------------------------------------------------------------- |
| capitale  | Û́               | U◌̂◌́                   | U+0055 U+0302 U+0301 | lettre majuscule latine u diacritique accent circonflexe diacritique accent aigu |
| minuscule | û́               | u◌̂◌́                   | U+0075 U+0302 U+0301 | lettre minuscule latine u diacritique accent circonflexe diacritique accent aigu |